# الأمل الرياضي بتازركة
الأمل الرياضي بتازركة، هو نادي كرة قدم تونسي مقره في مدينة تازركة بولاية نابل، تأسس عام 1961، يلعب مباراياته المحلية في الملعب البلدي بتازركة. شارك الفريق في كأس تونس في موسمي 2007-08 و 2010-11، ولكنه لم يحقق اي نتائج.

## وصلات خارجية
- صفحة الأمل الرياضي بتازركة على موقع كوووة.
- الموقع الرسمي للجامعة التونسية لكرة القدم.